# 库杰内尔
库杰内尔（Khujner），是印度中央邦Rajgarh县的一个城镇。总人口9285（2001年）。

## 人口
该地2001年总人口9285人，其中男性4800人，女性4485人；0—6岁人口1627人，其中男863人，女764人；识字率57.92%，其中男性为70.25%，女性为44.73%。